# Butyryl-coenzyme A
La butyryl-coenzyme A, abrégée en butyryl-CoA, est le thioester de l'acide butyrique avec la coenzyme A. C'est un substrat de la butyryl-CoA déshydrogénase (EC 1.3.99.2).